# Бриджес, Билл
Уильям «Билл» Бриджес (англ. William C. "Bill" Bridges; 4 апреля 1939 года, Хобс, штат Нью-Мексико, США — 25 сентября 2015 года, Санта-Моника, Калифорния, США) — американский профессиональный баскетболист. Играл на позиции тяжёлого форварда и центрового.

## Ранние годы
Бриджес родился 4 апреля 1939 года и вырос в Хобсе, штат  Нью-Мексико. Он учился в средней школе Хобса и играл за команду «Хобс Иглз» и известного баскетбольного тренера Ральфа Таскера. Благодаря Бриджесу школа Хобса выиграла чемпионат штата Нью-Мексико по баскетболу в 1956 и 1957 годах.
Бриджес поступил в Канзасский университет в 1957/1958 учебном году, в качестве игрока, не получающего стипендию.  Поскольку первокурсники не имели права участвовать в соревнованиях до 1972 года, Бриджес активно соревновался на тренировках с сокурсником Уилтом Чемберленом, который заканчивал свой второй и последний сезон в Канзасе. Благодаря своей результативности на тренировках в сезоне 1957/1958 годов, он получил возможность иметь стипендию в оставшиеся три года.

## Профессиональная игровая карьера
После окончания  Канзасского университета в 1961 году Бриджес был выбран командой «Чикаго Пэкерс» (в настоящее время «Вашингтон Уизардс») под 32-м номером в 3-м раунде драфта НБА 1961 года, однако не сыграл за неё ни одного матча. Позже выступал за команды «Сент-Луис / Атланта Хокс», «Филадельфия-76», «Лос-Анджелес Лейкерс» и «Голден Стэйт Уорриорз». Всего в НБА провёл 13 сезонов. В сезоне 1974/1975 годов Бриджес стал чемпионом НБА в составе «Уорриорз». Три раза принимал участие в матче всех звёзд НБА (1967—1968 и 1970). Два раза включался во 2-ю сборную всех звёзд защиты НБА (1969—1970). Всего за карьеру в НБА сыграл 926 игр, в которых набрал 11 012 очков (в среднем 11,9 за игру), сделал 11 054 подбора, 2553 передачи, 69 перехватов и 36 блок-шотов.
Первые два сезона своей игровой карьеры Бриджес провёл в составе «Канзас-Сити Стирс» в Американской баскетбольной лиге.